# Entorn de treball per a aplicacions web
Un entorn de treball per a aplicacions web és una estructura de programari dissenyada per a donar suport al desenvolupament de llocs web dinàmics, aplicacions web i serveis web. L'estructura del programari intenta reduir l'excés de baixada associats amb activitats comunes usades en desenvolupament web. Per exemple, molts entorns de treball (informàtica) proporcionen llibreries per a l'accés a bases de dades, estructures per a plantilles i gestió de sessions, i amb freqüència faciliten la reutilització de codi.

## Tipus
| Llenguatge                 | Noms de l'entorn |
| -------------------------- | --- |
| ASP.NET                    | ASP.NET Dynamic Data, Base One Foundation Component Library (BFC), Component-based Scalable Logical Architecture, MonoRail, MonoRail, OpenRasta |
| C++                        | CppCMS, Poco, Tntnet, Wt |
| ColdFusion Markup Language | CFWheels, ColdBox Platform, ColdSpring, Fusebox, Mach-II, Model-Glue |
| Common Lisp                | Caveman2 |
| D                          | vibe.d |
| Haskell                    | Happstack, Snap, Yesod |
| Java                       | Apache Click, Apache OFBiz, Apache Shale, Apache Sling, Apache Struts 2, Apache Tapestry, Apache Wicket, AppFuse, Brutos Framework, Eclipse RAP, FormEngine, Grails, Google Web Toolkit, Hamlets, ItsNat, JavaServer Faces, JBoss Seam, Jspx-bay, JVx, JWt, OpenLaszlo, OpenXava, Oracle ADF, Play, RIFE, Spark, Spring, Stripes, Takes, Vaadin, VRaptor, Wavemaker, WebObjects, WebWork, ztemplates |
| JavaScript                 | AngularJS, React.js, Backbone.js, Ember.js, Express.js, KnockoutJS, Meteor, OpenUI5, Unified.js, Vue.js |
| Lua                        | Kepler |
| Scala                      | Play, Lift, Scalatra |
| Perl                       | Catalyst, Dancer, Mason, Maypole, Mojolicious |
| PHP                        | Agavi, CakePHP, CodeIgniter, Fat-Free, FuelPHP, Gyroscope, Jamroom, Kajona, Kohana, Laravel, Li3, Nette Framework, Phalcon, PRADO, Silex, SilverStripe, Smart.Framework, Symfony, TwistPHP, TYPO3 Flow, Yii, Zend Framework |
| Python                     | Bottle, BlueBream, CherryPy, CubicWeb, Django, Flask, Grok, Nagare, Pyjs, Pylons, Pyramid, TACTIC, Tornado, TurboGears, web2py,Webware, Zope 2 |
| Ruby                       | Camping, Padrino, Ruby on Rails, Sinatra, Merb, PureMVC |